# Karl Munzel
Karl Munzel (* 1. September 1906 in Peine; † 20. Juni 1994 in Peine) war ein deutscher Jurist, Kommunalpolitiker und Landrat von Peine.

## Leben
Karl Munzel wurde als Sohn des Walzwerkobermeisters Karl Munzel geboren und studierte nach seinem Abitur am Peiner Realgymnasium 1925 Rechtswissenschaften in Göttingen, Freiburg und München. In Göttingen wurde er 1925 Mitglied der Burschenschaft Holzminda. Nach Staatsexamen am OLG Celle 1929 und Promotion 1930 bei Hermann Mirbt absolvierte er 1933 das letzte juristische Examen und ließ sich im selben Jahr als Rechtsanwalt in Peine nieder. Am 22. Juni 1937 beantragte er die Aufnahme in die NSDAP und wurde rückwirkend zum 1. Mai desselben Jahres aufgenommen (Mitgliedsnummer 4.607.644). Während des Zweiten Weltkrieges arbeitete er als Jurist für die Militärverwaltung in Brüssel und in Paris, wo er 1941 auch heiratete. Dieser Ehe entsprangen 2 Söhne und eine Tochter. Im Frühsommer 1945 kehrte er nach Peine zurück und wurde 1946 Notar. Seine Rechtsanwaltskanzlei führte er selbst bis 1986 und diese existiert unter der Leitung eines Sohnes sowie einer Enkelin in nunmehr dritter Generation als Rechtsanwaltssozietät & Notariat bis heute fort.
1946 war Munzel Mitbegründer der CDU in Stadt und Kreis Peine, deren Ehrenvorsitzender er später wurde. Von 1953 bis 1968 war er Vorsitzender des CDU-Kreisverbandes Peine. Dem Kreistag gehörte er von 1948 bis 1958 an, von 1949 bis 1951 war er Landrat. 1956 kam Munzel in den Stadtrat, dem er, zeitweise als Fraktionsvorsitzender, bis 1974 angehörte. Er führte unter anderem den Vorsitz im Grünausschuss des Rates und war Mitinitiator des Peiner Heywoodparks und des Rosengartens.
1952 trat er dem Peiner Bürger-Jäger-Corps bei, war in den 1970er Jahren Kirchenvorsteher und Vorsitzender des Vereins Peiner Anwälte sowie des Vereins der Haus- und Grundbesitzer. Weiterhin war er von 1958 bis 1985 Mitglied des Niedersächsischen Staatsgerichtshofes in Bückeburg. Er starb 1994 in seiner Heimatstadt.

## Ehrungen
1975: Verleihung des Bundesverdienstkreuzes 1. Klasse

## Veröffentlichungen
- Die gesetzeskräftige Entscheidung des Reichsgerichts auf Grund von Artikel 13 Absatz 2 der Verfassung des Deutschen Reiches vom 11. April 1919 nebst Ausführungsgesetz vom 8. April 1920. Dissertation Universität Göttingen. Hildesheim 1931. Mit Lebenslauf auf S. 68.